# Hilda Kanselaar
Hildebranda (Hilda) Kanselaar-de Vries (Sneek, 1950) is een Nederlandse beeldhouwer en schilder.

## Leven en werk
Kanselaar is een dochter van de schilder Sjoerd de Vries (1909-1996), haar moeder was hoedenmaakster. Ze werd opgeleid aan de Academie Vredeman de Vries in Leeuwarden, afdeling Monumentale Vormgeving. In 1988 studeerde ze af aan de lerarenopleiding handvaardigheid en tekenen, waarna ze lerares werd in het voortgezet onderwijs. Kanselaar is actief als monumentaal kunstenares.
Kanselaar vormde ruim tien jaar een kunstenaarsduo met Rijna Makkinga. Ze maakten samen onder meer de werken Pilaren en De tol (1998) voor de gemeente Dongeradeel, als onderdeel van stadsvernieuwingsproject in Dokkum, waar via kunstwerken de historie van de stad wordt getoond. Andere deelnemers aan het project waren het duo Groenewoud/Buij en Gerrit Terpstra.

## Werken (selectie)
- 1989: gevelschildering, Sneek
- 1990: waterpiramide, Sneek
- 1991: D.E.Bank, Joure
- 1993: Krusende silen, Oudkerk
- 1994: keramische werken voor het Antonius Ziekenhuis, Sneek
- 1997: Smoelenpalen, Drachten
- 2011: zonder titel, bij OBS De Ynset, Rottum

Met Rijna Makkinga
- 1996: Spiegelbeelden, Franeker
- 1997: It Bûter Fabryk, Oudega
- 1998: De Waver, Bolsward
- 1998: Pilaren en De tol, Dokkum
- 2000: Negen kokkels, Lelystad
- 2001: Drie badpakken, Burgum
- 2004: Het wachtershuisje, Nieuwehorne
- 2008: Droge voeten, Rutten

## Afbeeldingen

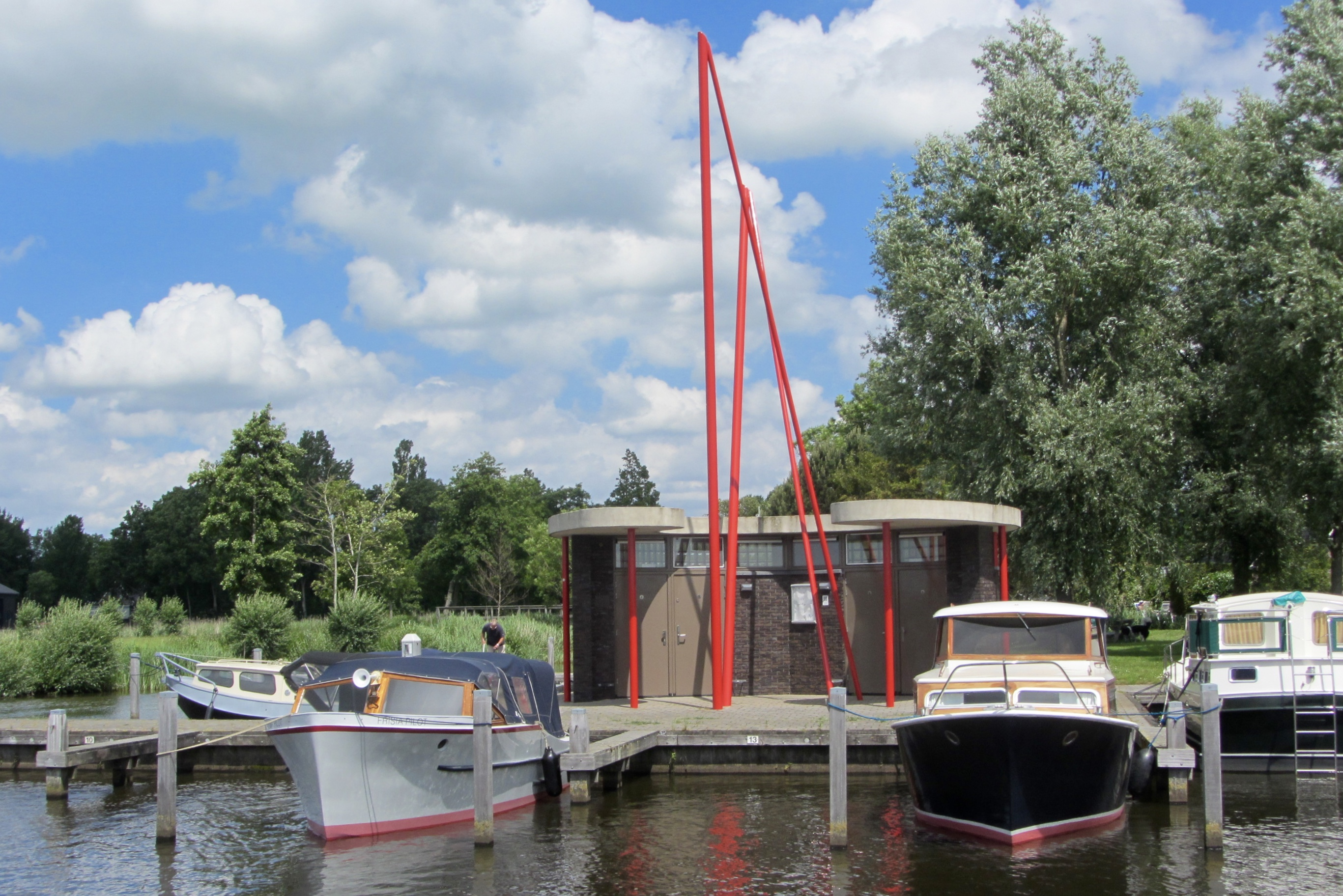
Krusende silen
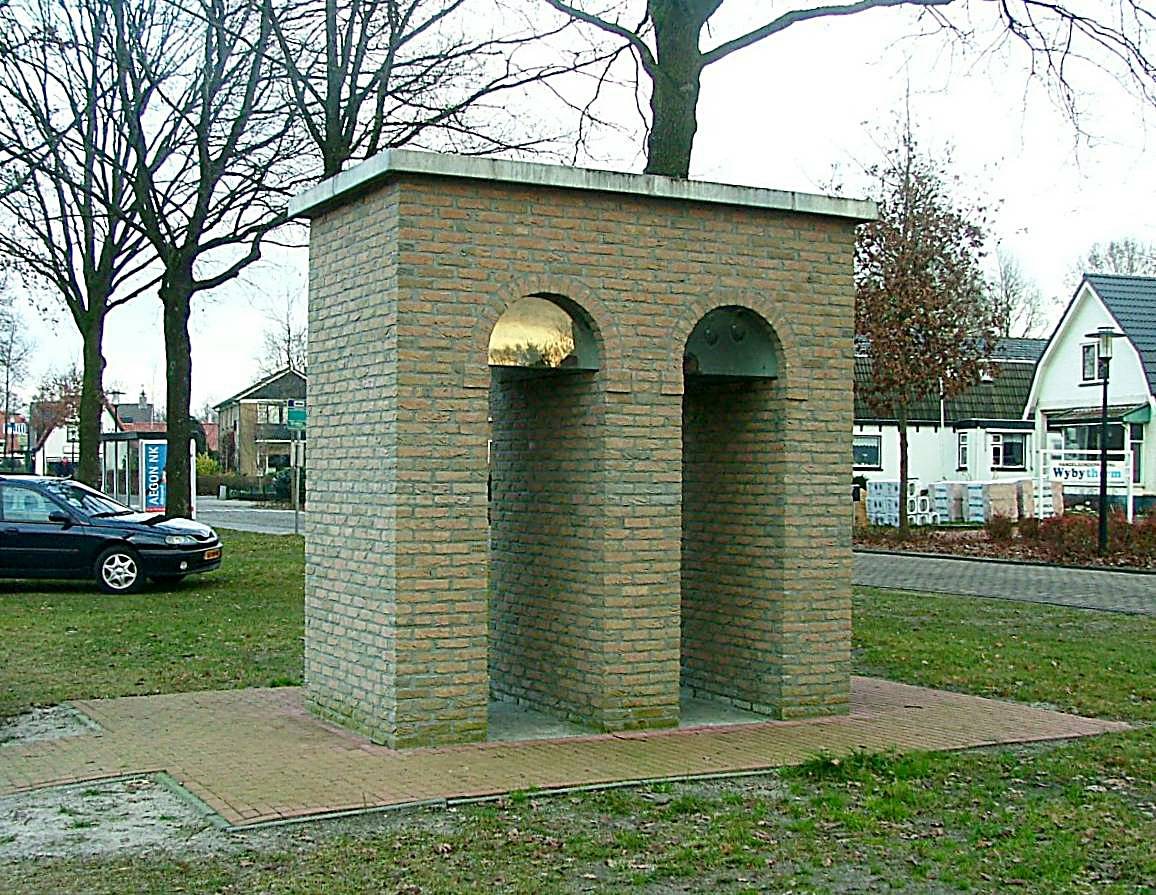
Het wachtershuisje
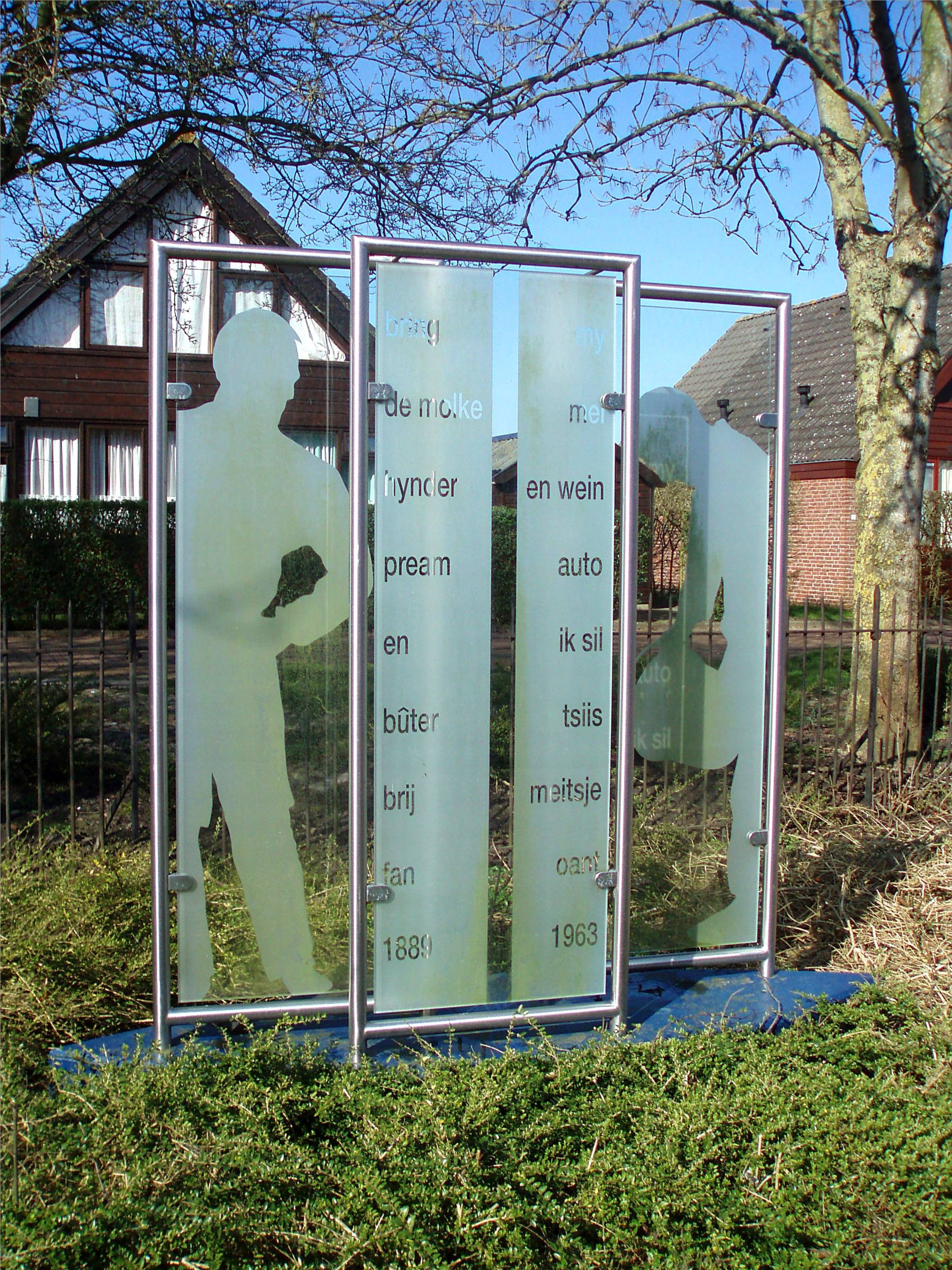
It Bûter Fabryk

- RKD-Nederlands Instituut voor Kunstgeschiedenis: 119090